# Matic Osovnikar
Matic Osovnikar, né le 19 janvier 1980 à Kranj, est un athlète slovène, évoluant en sprint.

## Carrière sportive
Lors des Jeux Méditerranéens de 2005, il remporte le 100 mètres et le 200 mètres.
Il participe aux championnats d'Europe 2006 et sera médaillé de bronze sur l'épreuve du 100 mètres en 10 s 14.
L'année suivante, le 26 août 2007, il terminait 7e de la finale du 100 m des championnats du monde en 10 s 23.
Le 15 août 2008, il finit 6e de son quart de finale du 100 m des Jeux olympiques 2008 à Pékin en 10 s 24 derrière Marc Burns, Kim Collins, Tyrone Edgar, Samuel Francis et Ronald Pognon.
Le 15 août 2009, lors des championnats du monde d'athlétisme 2009 de Berlin, il terminera 5e de sa série en 10 s 52 (-0,4 m/s) derrière notamment Michael Frater et sera éliminé.

## Palmarès

### Jeux olympiques
- Jeux olympiques de 2004 à Athènes ( Grèce)
  - éliminé en séries sur 100 m
  - éliminé en demi-finale sur 200 m

### Championnats du monde d'athlétisme
- Championnats du monde d'athlétisme de 2007 à Osaka ( Japon) 
  - 7e sur 100 m
  - éliminé en quart de finale sur 200 m

### Championnats du monde d'athlétisme en salle
- Championnats du monde d'athlétisme en salle de 2004 à Budapest ( Hongrie)
  - 4e sur 60 m

### Championnats d'Europe d'athlétisme
- Championnats d'Europe d'athlétisme de 2006 à Göteborg ( Suède)
  -  Médaille de bronze sur 100 m

### Jeux méditerranéens
- Jeux méditerranéens 2005 à Almería ( Espagne)
  -  Médaille d'or sur 100 m
  -  Médaille d'or sur 200 m